# Березін Максим Юрійович
Березін Максим Юрійович (рос. Березин Максим Юрьевич; нар. 9 травня 1984 року у м. Вінниця, Вінницька область) — український політичний діяч, директор КП «Муніципальна варта» КМР з 2016 року. Народний депутат України 9-го скликання.

## Біографія
Березін Максим Юрійович народився 9 травня 1984 року у м. Вінниця.

### Освіта
З 2001 по 2004 рік навчався в Кременчуцькому льотному коледжі Національного авіаційного університету за спеціальністю «пілот вертольоту».
У 2006 рік закінчив Національний авіаційний університет.
У 2018-му отримав ступінь магістра за спеціальністю «Публічне управління та адміністрування» у Сумському Державному університеті.

### Професійна кар'єра
З 2005 по 2010 рік — слідчий ДАІ Міністерства внутрішніх справ України.
З 2010 по 2012 рік працював в Кременчуцькому міському відділенні Міжнародного товариства прав людини.
З 2012 року по 2015 рік — педагогічний працівник Кременчуцького ліцею з посиленою військово-фізичною підготовкою.
З 2014 по 2015 рік проходив службу в Збройних силах України на сході України в зоні АТО.
З 2016 по 19 рік працював директором КП «Муніципальна варта» КМР Полтавської області.
Е - декларацію за 2016 рік подав не своєчасно та не декларував місце проживання сім'ї.

### Громадська діяльність
Займає посаду заступника з міжнародних відносин уВсеукраїнській спілці учасників АТО бойових дій та миротворчих місій. Також є заступником голови громадської організації «Природо-екологічний контроль».

## Політика
З 2019 року в команді Президента України Володимира Зеленського.
Входить до групи Коломойського.
Кандидат у народні депутати від партії «Слуга народу» на парламентських виборах у 2019 році (виборчий округ № 151, м. Гадяч, Гадяцький, Гребінківський, Лохвицький, Пирятинський, Чорнухинський райони, частина Лубенського району). На час виборів: директор КП «Муніципальна варта» Кременчуцької міської ради, безпартійний. Проживає в м. Кременчук Полтавської області.
Член Комітету Верховної Ради з питань національної безпеки, оборони та розвідки, голова підкомітету по соціальним питанням у сферах національної безпеки і оборони.
22 липня 2025 року голосував за закон 12414, що обмежує Національне антикорупційне бюро України та Спеціалізовану антикорупційну прокуратуру. Цей закон викликає значний резонанс в українському суспільстві.

## Сімейний стан. Захоплення
Одружений 13 років (дружина — Березіна Діна Сергіївна), має двох дітей, дочки Анжеліка 11 років та Мілана 1,5 років.
Кандидат в майстри спорту з хортингу.
Вільно володіє українською та російською мовами.